# OG Anunoby
Ogugua "OG" Anunoby Jr. (Londres, 17 de julho de 1997) é um jogador britânico de basquete profissional que atualmente joga no New York Knicks da National Basketball Association (NBA).
Ele jogou basquete universitário pelo Indiana Hoosiers e foi selecionado pelo Toronto Raptors como a 23º escolha geral no draft da NBA de 2017. Ele venceu um título da NBA com os Raptors em 2019 e liderou a liga em roubos de bola, sendo nomeado para a Primeira-Equipe Defensiva da NBA em 2023.

## Primeiros anos
Anunoby nasceu em Londres, na Inglaterra, filho de pais nigerianos e foi criado em Jefferson City, Missouri, onde seu falecido pai foi professor na Universidade Lincoln.
Seu irmão, Chigbo Anunoby, jogou no Cleveland Browns, Tennessee Titans e Minnesota Vikings da National Football League (NFL) antes de entrar na faculdade de medicina. Anunoby jogou futebol quando era jovem, mas parou por volta dos oito anos para se concentrar mais no basquete.

### Carreira no ensino médio
Anunoby jogou pela Jefferson City High School. Durante sua última temporada, ele teve médias de 19,1 pontos e 8,6 rebotes e foi nomeado finalista do Prêmio Mr. Basketball de Missouri.
Em outubro de 2014, Anunoby escolheu estudar na Universidade de Indiana, rejeitando as propostas de Geórgia, Iowa, George Mason e Ole Miss. 
| Nome | Cidade natal                                      | Escola                     | Altura | Peso   | Data                  |
| --- | ------------------------------------------------- | -------------------------- | ------ | ------ | --------------------- |
| OG Anunoby F | Jefferson City, MO                                | Jefferson City High School | 2,03 m | 107 kg | 14 de Outubro de 2013 |
| OG Anunoby F | Recrutamento: Scout.com: Rivais: 247Sports: ESPN: |                            |        |        |                       |
| - Nota: Em muitos casos, Scout, Rivals, 247Sports e ESPN podem entrar em conflito em suas listas de altura e peso, nestes casos, a média foi obtida. - Fonte: |                                                   |                            |        |        |                       |

## Carreira universitária
Como calouro, Anunoby jogou em 34 jogos e teve médias de 4,9 pontos, 2,6 rebotes e 0,5 assistências.
Em 18 de janeiro de 2017, Anunoby machucou o joelho direito contra Penn State, fazendo com que ele passasse por uma cirurgia no joelho e não pudesse mais jogar na temporada.
Em 10 de abril de 2017, Anunoby declarou sua intenção de entrar no draft da NBA de 2017.

## Carreira profissional

### Toronto Raptors (2017–2024)
Em 22 de junho de 2017, Anunoby foi selecionado pelo Toronto Raptors como a 23ª escolha geral no draft da NBA de 2017. Em 9 de julho, ele assinou um contrato de 4 anos e US$ 9.7 milhões com os Raptors.
Em 14 de novembro, Anunoby fez seu primeiro jogo como titular na carreira contra o Houston Rockets. Ele terminou o jogo com 16 pontos, 2 rebotes, 1 assistência e 1 roubo em 30 minutos. 
Em 29 de janeiro de 2019, Anunoby foi nomeada membro da Equipe Mundial no Desafio das Estrelas em Ascensão de 2019. Em abril de 2019, ele teve que fazer uma apendicectomia de emergência, que o levou a perder a maior parte dos playoffs dos Raptors. Ele ficou no banco nas finais da NBA mas não entrou em quadra. Apesar disso, Anunoby se tornou o primeiro britânico a ser campeão da NBA.
Em 1º de março de 2020, Anunoby registrou 32 pontos, 7 rebotes, 3 assistências e sete roubos de bola, recorde da carreira, na derrota por 133-118 contra o Denver Nuggets. Ele acertou uma cesta de três pontos para vencer o Jogo 3 das semifinais da Conferência Leste contra o Boston Celtics. A vitória evitou que os Raptors fosse para uma desvantagem de 0-3. Eles acabariam perdendo em sete jogos. 
Em 21 de dezembro de 2020, ele assinou uma extensão de contrato de quatro anos e US$ 72 milhões.
Em 24 de janeiro de 2021, Anunoby registrou 30 pontos, oito rebotes, uma assistência, cinco roubos de bola e um bloqueio na vitória por 107-102 contra o Indiana Pacers. Ele se junta a Kawhi Leonard como o único jogador com vários jogos com 30 pontos, cinco rebotes e cinco roubos de bola na história da franquia. Em 1º de novembro, Anunoby teve 36 pontos, o recorde de sua carreira, 6 rebotes e 2 assistências em uma vitória contra o New York Knicks. Em 25 de fevereiro de 2022, Anunoby foi afastado das quadras devido a uma fratura no dedo direito sofrida contra o Charlotte Hornets. Em 3 de março, ele foi afastado por duas semanas para descansar o dedo fraturado. Em 16 de Novembro de 2022, Anunoby marcou 32 pontos durante uma vitória de 112-104 contra o Miami Heat. Durante a temporada de 2022-23, Anunoby liderou a liga em roubos de bola, tornando-se o primeiro jogador dos Raptors e o primeiro jogador britânico a realizar o feito. No final da temporada, ele foi nomeado pela primeira vez para a Segunda-Equipe Defensiva da NBA.

### New York Knicks (2024–Presente)
Em 30 de dezembro de 2023, Anunoby, juntamente com Precious Achiuwa e Malachi Flynn, foi negociado com o New York Knicks em troca de RJ Barrett, Immanuel Quickley e uma escolha de segunda rodada.
Em 1º de janeiro de 2024, Anunoby fez sua estreia pelos Knicks, marcando 17 pontos e pegando 6 rebotes em uma vitória de 112-106 sobre o Minnesota Timberwolves. Em 8 de fevereiro de 2024, foi anunciado que Anunoby havia passado por uma cirurgia no cotovelo direito para remover um fragmento ósseo solto, o que o afastaria por um mês. Anunoby retornou à ação em 12 de março contra o Philadelphia 76ers.
Em 24 de junho de 2024, Anunoby recusou sua opção de renovação de $19,9 milhões com o Knicks, tornando-se agente livre. Em 6 de julho de 2024, ele renovou com os Knicks em um contrato de 5 anos e US$212.5 milhões.

## Estatísticas da carreira

### NBA
| † | Campeão da NBA |
|   | Líder da liga  |

#### Temporada regular
| Ano      | Equipe    | PJ  | PT  | MPJ  | AP   | 3P   | LL   | RT  | AS  | BR  | TO  | PPJ  |
| -------- | --------- | --- | --- | ---- | ---- | ---- | ---- | --- | --- | --- | --- | ---- |
| 2017–18  | Toronto   | 74  | 62  | 20.0 | .471 | .371 | .629 | 2.5 | .7  | .7  | .2  | 5.9  |
| 2018–19  | Toronto † | 67  | 6   | 20.2 | .453 | .332 | .581 | 2.9 | .7  | .7  | .3  | 7.0  |
| 2019–20  | Toronto   | 69  | 68  | 29.9 | .505 | .390 | .706 | 5.3 | 1.6 | 1.4 | .7  | 10.6 |
| 2020–21  | Toronto   | 43  | 43  | 33.3 | .480 | .398 | .784 | 5.5 | 2.2 | 1.5 | .7  | 15.9 |
| 2021–22  | Toronto   | 48  | 48  | 36.0 | .443 | .363 | .754 | 5.5 | 2.6 | 1.5 | .5  | 17.1 |
| 2022–23  | Toronto   | 67  | 67  | 35.6 | .476 | .387 | .838 | 5.0 | 2.0 | 1.9 | .7  | 16.8 |
| 2023–24  | Toronto   | 27  | 27  | 33.3 | .489 | .374 | .717 | 3.9 | 2.6 | 1.0 | .5  | 15.1 |
| 2023–24  | New York  | 23  | 23  | 34.9 | .488 | .394 | .791 | 4.4 | 1.5 | 1.7 | 1.0 | 14.1 |
| Carreira | Carreira  | 418 | 344 | 30.3 | .475 | .376 | .725 | 4.3 | 1.7 | 1.2 | .5  | 12.8 |

#### Playoffs
| Ano      | Equipe   | PJ | PT | MPJ  | AP   | 3P   | LL   | RT  | AS  | BR  | TO  | PPJ  |
| -------- | -------- | -- | -- | ---- | ---- | ---- | ---- | --- | --- | --- | --- | ---- |
| 2018     | Toronto  | 10 | 10 | 23.8 | .558 | .448 | .727 | 2.1 | .7  | .6  | .4  | 7.9  |
| 2020     | Toronto  | 11 | 11 | 35.7 | .455 | .415 | .643 | 6.9 | 1.2 | 1.0 | 1.2 | 10.5 |
| 2022     | Toronto  | 6  | 6  | 36.1 | .476 | .341 | .750 | 4.0 | 2.5 | 1.0 | .2  | 17.3 |
| 2024     | New York | 9  | 9  | 36.0 | .505 | .410 | .615 | 6.0 | 1.1 | .9  | 1.0 | 15.1 |
| Carreira | Carreira | 36 | 36 | 32.9 | .498 | .403 | .683 | 4.7 | 1.3 | .8  | .7  | 12.7 |

### Universitário
| Ano      | Equipe   | PJ | PT | MPJ  | AP   | 3P   | LL   | RT  | AS  | BR  | TO  | PPJ  |
| -------- | -------- | -- | -- | ---- | ---- | ---- | ---- | --- | --- | --- | --- | ---- |
| 2015–16  | Indiana  | 34 | 0  | 13.7 | .569 | .448 | .476 | 2.6 | .5  | .8  | .8  | 4.9  |
| 2016–17  | Indiana  | 16 | 10 | 25.1 | .557 | .311 | .563 | 5.4 | 1.4 | 1.3 | 1.3 | 11.1 |
| Carreira | Carreira | 50 | 10 | 19.4 | .563 | .379 | .519 | 4.0 | .9  | 1.0 | 1.0 | 8.0  |

Fonte:

## Prêmios e Homenagens
- National Basketball Association:
  - Campeão da NBA: 2019;
- NBA All-Defensive Team:
  - Segundo Time: 2023;
- NBA Steals leader: 2023;